# Hunger (documentário)
Hunger é um documentário alemão de 2009 de Karin Steinberger e Marcus Vetter.

## Sinopse
Os cineastas Karin Steinberger e Marcus Vetter tentaram pesquisar em cinco países o que torna tão difícil combater a fome no mundo, apesar de mais alimentos serem produzidos do que o necessário.

## Produção e publicação
O filme foi produzido por Eikon e teve sua estreia mundial em novembro de 2009 no Festival Internacional de Documentários de Amsterdã. A primeira transmissão na televisão alemã foi em 25 de outubro de 2010.

## Crítica
O Filmdienst elogia o documentário “comprometido”, que, ao viajar por vários continentes, “mostra um número impressionante de facetas do problema” que “conecta e coloca o dedo nas feridas”, revelando “alguns mecanismos aterradores”, sem depender de “imagens da fome”, mas para mostrar “conexões entre pobreza e prosperidade europeia”.
O júri do Prêmio Robert Geisendörfer considera o documentário “que pode descrever os relacionamentos de maneira impressionante e nomear claramente as estruturas”, como bem-sucedida.

## Prêmios e indicações
- 2011: Prêmio Robert Geisendörfer - Cultura
- 2011: Nomination German TV Award - Melhor Documentário[5]